# Abierto Mexicano Telcel 2017
Abierto Mexicano Telcel 2017 presentado por HSBC byl společný tenisový turnaj mužského okruhu ATP World Tour a ženského okruhu WTA Tour, hraný v areálu Mundo Imperial Acapulco Princess na dvorcích s tvrdým povrchem. Probíhal mezi 27. únorem až 4. březnem 2017 v mexickém Acapulcu jako 24. ročník mužské poloviny a 17. ročník ženské části turnaje.
Mužský turnaj se řadil do kategorie ATP World Tour 500 a jeho dotace činila 1 469 745 amerických dolarů. Ženská polovina hraná s rozpočtem 250 000 dolarů byla součástí kategorie WTA International Tournaments.
Nejvýše nasazenými hráči v singlových soutěžích se stali druhý tenista světa Novak Djoković ze Srbska a dvacátá devátá hráčka žebříčku Mirjana Lučićová Baroniová z Chorvatska. Jako poslední přímí účastníci do dvouher nastoupili 67. izraelský hráč žebříčku Dudi Sela a 100. italská žena klasifikace Francesca Schiavoneová.
První titul z kategorie ATP 500, a třináctý celkově, získal 29letý Američan Sam Querrey, jenž ve finále ukončil acapulskou 14zápasovou neporazitelnost světové šestky Rafaela Nadala. Vítězkou ženské dvouhry se stala 27letá Ukrajinka Lesja Curenková, jež na okruhu WTA Tour vyhrála i třetí finálový duel.  První trofej v probíhající sezóně si z mužské čtyřhry odvezla britsko-brazilská dvojice Jamie Murray a Bruno Soares. Druhý společný titul v ženském deblu získal chorvatsko-australský pár Darija Juraková a Anastasia Rodionovová.

## Rozdělení bodů a finančních odměn

### Rozdělení bodů
| Soutěž       | vítězové | finalisté | semifinalisté | čtvrtfinalisté | 16 v kole | 32 v kole | Q  | Q3 | Q2 | Q1 |
| ------------ | -------- | --------- | ------------- | -------------- | --------- | --------- | -- | -- | -- | -- |
| dvouhra mužů | 500      | 300       | 180           | 90             | 45        | 0         | 20 | 10 | 0  | —  |
| čtyřhra mužů | 500      | 300       | 180           | 90             | —         | —         | 20 | 0  | 0  | —  |
| dvouhra žen  | 280      | 180       | 110           | 60             | 30        | 1         | 18 | 14 | 10 | 1  |
| čtyřhra žen  | 280      | 180       | 110           | 60             | 1         | —         | —  | —  | —  | —  |

### Finanční odměny
| Soutěž                              | vítězové | finalisté | semifinalisté | čtvrtfinalisté | 16 v kole | 32 v kole | Q | Q2     | Q1     |
| ----------------------------------- | -------- | --------- | ------------- | -------------- | --------- | --------- | - | ------ | ------ |
| dvouhra mužů                        | $321 290 | $157 510  | $79 260       | $40 305        | $20 930   | $11 040   | — | $2 445 | $1 250 |
| čtyřhra mužů                        | $96 730  | $47 360   | $23 760       | $12 190        | $6 300    | —         | — | —      | —      |
| dvouhra žen                         | $43 000  | $21 400   | $11 500       | $6 175         | $3 400    | $2 100    | — | $1 020 | $600   |
| čtyřhra žen                         | $12 300  | $6 400    | $3 435        | $1 820         | $960      | —         | — | —      | —      |
| částka ve čtyřhře je uvedena na pár |          |           |               |                |           |           |   |        |        |

## Dvouhra mužů

### Nasazení
| Stát                          | Hráč           | ATP | Nasazení |
| ----------------------------- | -------------- | --- | -------- |
| Srbsko                        | Novak Djoković | 2.  | 1.       |
| Španělsko                     | Rafael Nadal   | 6.  | 2.       |
| Chorvatsko                    | Marin Čilić    | 7.  | 3.       |
| Rakousko                      | Dominic Thiem  | 8.  | 4.       |
| Belgie                        | David Goffin   | 10. | 5.       |
| Austrálie                     | Nick Kyrgios   | 16. | 6.       |
| USA                           | Jack Sock      | 21. | 7.       |
| USA                           | John Isner     | 22. | 8.       |
| Žebříček ATP k 20. únoru 2017 |                |     |          |

### Jiné formy účasti
Následující hráčí obdrželi divokou kartu do hlavní soutěže:
- Novak Djoković
- Alexandr Dolgopolov
- Ernesto Escobedo
- Lucas Gómez

Následující hráč obdržel do hlavní soutěže zvláštní výjimku:
- Donald Young

Následující hráči postoupili z kvalifikace:
- Taylor Fritz
- Stefan Kozlov
- Jošihito Nišioka
- Frances Tiafoe

Následující hráč postoupil z kvalifikace jako tzv. šťastný poražený:
- Jordan Thompson

### Odhlášení
před zahájením turnaje
- Ivo Karlović → nahradil jej  Dudi Sela
- Alexander Zverev → nahradil jej  Adrian Mannarino
- Milos Raonic → nahradil jej  Jordan Thompson

### Skrečování
- Bernard Tomic

## Mužská čtyřhra

### Nasazení
| Stát                                                                                   | Hráč              | Stát      | Hráč         | ATP | Nasazení |
| -------------------------------------------------------------------------------------- | ----------------- | --------- | ------------ | --- | -------- |
| Spojené království                                                                     | Jamie Murray      | Brazílie  | Bruno Soares | 15. | 1.       |
| Jižní Afrika                                                                           | Raven Klaasen     | USA       | Rajeev Ram   | 27. | 2.       |
| Polsko                                                                                 | Łukasz Kubot      | Brazílie  | Marcelo Melo | 28. | 3.       |
| Filipíny                                                                               | Treat Conrad Huey | Bělorusko | Max Mirnyj   | 47. | 4.       |
| Žebříček ATP k 20. únoru 2017; číslo je součtem žebříčkového postavení obou členů páru |                   |           |              |     |          |

### Jiné formy účasti
Následující páry obdržely divokou kartu do hlavní soutěže:
- Santiago González /  David Marrero
- Hans Hach Verdugo /  César Ramírez

Následující pár postoupil z kvalifikace:
- Radu Albot /  Mischa Zverev

## Ženská dvouhra

### Nasazení
| Stát                          | Hráčka                     | WTA | Nasazení |
| ----------------------------- | -------------------------- | --- | -------- |
| Chorvatsko                    | Mirjana Lučićová Baroniová | 29. | 1.       |
| Francie                       | Kristina Mladenovicová     | 31. | 2.       |
| Lotyšsko                      | Jeļena Ostapenková         | 34. | 3.       |
| Portoriko                     | Mónica Puigová             | 42. | 4.       |
| USA                           | Christina McHaleová        | 44. | 5.       |
| Kanada                        | Eugenie Bouchardová        | 45. | 6.       |
| Ukrajina                      | Lesja Curenková            | 52. | 7.       |
| Německo                       | Andrea Petkovicová         | 53. | 8.       |
| Žebříček WTA k 20. únoru 2017 |                            |     |          |

### Jiné formy účasti
Následující hráčky obdržely divokou kartu do hlavní soutěže:
- Daniela Hantuchová
- Renata Zarazúová

Následující hráčky se probojavaly do hlavní soutěže z kvalifikace:
- Jennifer Bradyová
- Fiona Ferrová
- Jamie Loebová
- Bethanie Matteková-Sandsová
- Chloé Paquetová
- Taylor Townsendová

### Odhlášení
před zahájením turnaje
- Sara Erraniová → nahradila ji  Danka Kovinićová
- Viktorija Golubicová → nahradila ji  Heather Watsonová
- Monica Niculescuová → nahradila ji  Ajla Tomljanovićová
- Anastasija Pavljučenkovová → nahradila ji  Kirsten Flipkensová

### Skrečování
- Julia Görgesová  (horečnaté onemocnění)[1]
- Ajla Tomljanovićová (poranění pravého ramene)[1]

## Ženská čtyřhra

### Nasazení
| Stát                                                                                   | Hráčka            | Stát      | Hráčka                         | WTA | Nasazení |
| -------------------------------------------------------------------------------------- | ----------------- | --------- | ------------------------------ | --- | -------- |
| Slovinsko                                                                              | Andreja Klepačová | Španělsko | María José Martínez Sánchezová | 59  | 1        |
| Německo                                                                                | Julia Görgesová   | Lotyšsko  | Jeļena Ostapenková             | 81  | 2        |
| Chorvatsko                                                                             | Darija Juraková   | Austrálie | Anastasia Rodionovová          | 87  | 3        |
| Čínská Tchaj-pej                                                                       | Čuang Ťia-žung    | USA       | Christina McHaleová            | 113 | 4.       |
| Žebříček WTA k 20. únoru 2017; číslo je součtem žebříčkového postavení obou členů páru |                   |           |                                |     |          |

### Jiné formy účasti
Následující pár obdržel divokou kartu do hlavní soutěže:
- Giuliana Olmosová /  Renata Zarazúová

### Odhlášení
před zahájením turnaje
- Julia Görgesová (horečnaté onemocnění)[8]
- Belinda Bencicová (natažení břišního svalstva)[8]

## Přehled finále

### Mužská dvouhra
- Sam Querrey vs.  Rafael Nadal, 6–3, 7–6(7–3)

### Ženská dvouhra
- Lesja Curenková vs.  Kristina Mladenovicová, 6–1, 7–5

### Mužská čtyřhra
- Jamie Murray  /  Bruno Soares vs.  John Isner /  Feliciano López, 6–3, 6–3

### Ženská čtyřhra
- Darija Juraková /  Anastasia Rodionovová vs.  Verónica Cepedeová Roygová /  Mariana Duqueová Mariñová, 6–3, 6–2